# Andrea Vendrame
Andrea Vendrame (n. 20 iulie 1994, Conegliano, Veneto, Italia) este un ciclist profesionist italian, care concurează în prezent pentru Decathlon–AG2R La Mondiale, echipă licențiată UCI WorldTeam.

## Rezultate în Marile Tururi

### Turul Italiei
7 participări
- 2018: locul 90
- 2019: locul 55
- 2020: locul 50
- 2021: locul 50, câștigător al etapei a 12-a
- 2022: locul 54
- 2023: nu a terminat competiția
- 2024: câștigător al etapei a 19-a

### Turul Spaniei
2 participări
- 2022: nu a terminat competiția
- 2023: locul 95